# Empoli Football Club 1965-1966
Questa voce raccoglie le informazioni riguardanti l'Empoli Football Club nelle competizioni ufficiali della stagione 1965-1966.

## Rosa
| N. |                   | Ruolo | Calciatore          |
| -- | ----------------- | ----- | ------------------- |
|    | Italia (bandiera) | D     | Alessandro Ballotta |
|    | Italia (bandiera) | C     | Sergio Bellami      |
|    | Italia (bandiera) | C     | Giorgio Bernardis   |
|    | Italia (bandiera) | D     | Mario Calosi        |
|    | Italia (bandiera) | C     | Massimo Cherubini   |
|    | Italia (bandiera) | P     | Renato Cipollini    |
|    | Italia (bandiera) | C     | Piero Giagnoni      |
|    | Italia (bandiera) | C     | Alberto Latini      |
|    | Italia (bandiera) | A     | Livio Luppi         |
|    | Italia (bandiera) | C     | Dante Maiani        |
|    | Italia (bandiera) | A     | Roberto Malcontenti |

| N. |                   | Ruolo | Calciatore        |
| -- | ----------------- | ----- | ----------------- |
|    | Italia (bandiera) | D     | Pasquale Malvolti |
|    | Italia (bandiera) | A     | Rolando Marchetti |
|    | Italia (bandiera) | C     | Pampiani          |
|    | Italia (bandiera) | C     | Piero Pelagotti   |
|    | Italia (bandiera) | D     | Luigi Polentes    |
|    | Italia (bandiera) | C     | Francesco Pollero |
|    | Italia (bandiera) | C     | Luciano Rigato    |
|    | Italia (bandiera) | C     | Sabatini          |
|    | Italia (bandiera) | P     | Sauro Solieri     |
|    | Italia (bandiera) | A     | Lino Zanderigo    |